# Старий Майзас
Старий Майзас (рос. Старый Майзас) — присілок у Киштовському районі Новосибірської області Російської Федерації.
Входить до складу муніципального утворення Верх-Майзаська сільрада. Населення становить 9 осіб (2010).

## Історія
Згідно із законом від 2 червня 2004 року органом місцевого самоврядування є Верх-Майзаська сільрада.

## Населення
| 2002 | 2007 | 2010 |
| ---- | ---- | ---- |
| 26   | ↘22  | ↘9   |